# Ascalaphus sinister
Espèce
Ascalaphus sinister est une espèce d'insectes névroptères de la famille des Ascalaphidae.